# Cyanea scabra
Cyanea scabra är en klockväxtart som beskrevs av Wilhelm B. Hillebrand. Cyanea scabra ingår i släktet Cyanea, och familjen klockväxter. Inga underarter finns listade i Catalogue of Life.